# Bębło

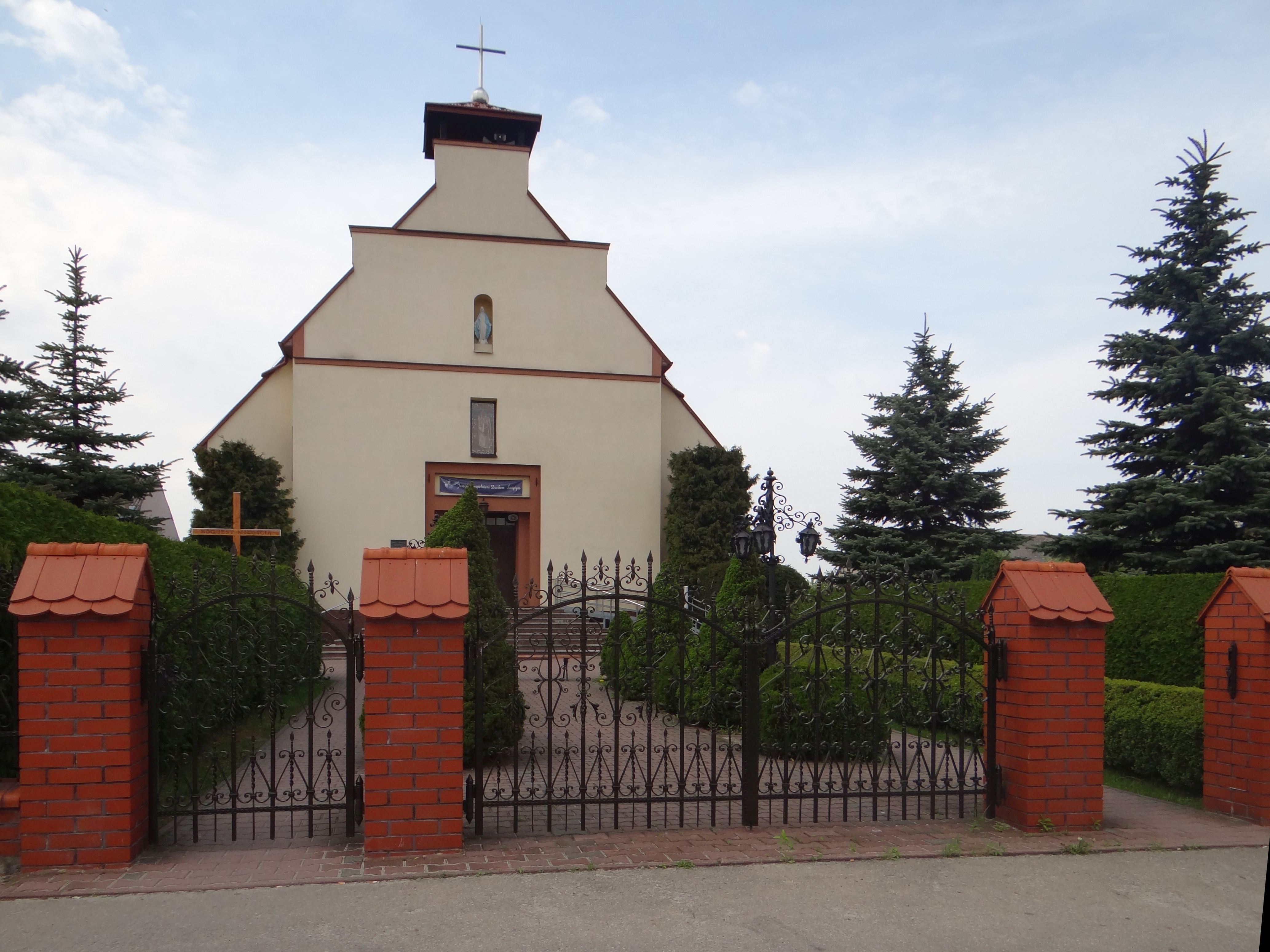
Kościół

Bębło – wieś w Polsce położona w województwie małopolskim, w powiecie krakowskim, w gminie Wielka Wieś.

## Historia
Wedle tradycji założona w XIII w. przez Tatarów. Od XIV w. do 1795 r. należała do starostwa ojcowskiego.
Bębło było wsią królewską w tenucie ojcowskiej w powiecie proszowskim województwa krakowskiego w końcu XVI wieku.
W latach 1954–1961 wieś należała i była siedzibą władz gromady Bębło, po jej zniesieniu w gromadzie Biały Kościół. W latach 1975–1998 miejscowość administracyjnie należała do województwa krakowskiego.

## Turystyka
Miejscowość położona jest na Jurze Krakowsko-Częstochowskiej w jej części zwanej Wyżyną Olkuską, w sąsiedztwie Ojcowskiego Parku Narodowego. Wieś rozłożona jest na wierzchołkowych partiach wyżyny, przy drodze krajowej nr 94. Cały teren wsi wchodzi w skład Parku Krajobrazowego Dolinki Krakowskie obejmującego doliny i wąwozy z licznymi skałami wapiennymi, jaskiniami, źródłami krasowymi i zabytkami kultury materialnej. Na terenie wsi Bębło znajdują się liczne ostańce skalne, 20 z nich uznane zostało za pomniki przyrody. Są to m.in. grupa skałek Tomaszówki Górne, Tomaszówki Dolne, Mała Skałka, Dupna, skałki Łabajowa, Żytnia, Losek, skałki wierzchowinowe Klin, Osiczanka, skałki typu mury obronne Przy Górze, Polnik, skałka zboczowa typu baszta Dziurawiec. Na terenie wsi odkryto znaleziska z późnego paleolitu w Jaskini w Żytniej i na stanowisku otwartym.
Położenie miejscowości sprawia, że jest ona dobrym punktem wypadowym do zwiedzania Ojcowskiego Parku Narodowego i dolin: Kluczwody, Będkowskiej i Bolechowickiej. W bezpośrednim sąsiedztwie wsi znajdują się też dwie udostępnione do zwiedzania jaskinie: Jaskinia Nietoperzowa i Jaskinia Wierzchowska Górna.

## Religia
- Parafia Miłosierdzia Bożego w Bęble

## Szlaki rowerowe
– zataczający pętlę szlak z Bolechowic przez Zelków, górną część rezerwatu przyrody Dolina Kluczwody, Wierzchowie, Bębło, Dolinę Będkowską (w dół), Łączki, Kobylany, Dolinę Kobylańską (w górę), Krzemionkę, Dolinę Bolechowicką (w dół) do Bolechowic.
 – z Bolechowic obok Bramy Bolechowickiej, przez Las Krzemionka, przysiółek Kawiory, Bębło Lasek, górną część Doliny Będkowskiej i Doliny Szklarki do Jerzmanowic.

## Części wsi
| SIMC    | Nazwa      | Rodzaj    |
| ------- | ---------- | --------- |
| 0341830 | Brzegi     | część wsi |
| 0341847 | Stara Wieś | część wsi |